# Linfocita T helper
I linfociti T helper, o linfociti T CD4 helper, sono i linfociti T ristretti per le molecole MHC di classe II che vengono attivati solamente dalle APC. Le azioni svolte dai linfociti helper sono molteplici e sono tutte svolte da sottopopolazioni specifiche per le funzioni che espletano. In generale si può dire che lo scopo dei linfociti T helper è quello di secernere citochine in seguito a stimolazione antigenica fungendo da "aiutanti" sia nella risposta immunitaria adattativa che innata, in aperta contrapposizione ai CD8 citotossici che svolgono un'azione diretta nell'uccisione delle cellule.
A partire dai linfociti T helper si sviluppano diverse sottopopolazioni in risposta a citochine prodotte durante le fasi precoci della risposta. Queste citochine possono essere prodotte dalle APC stesse o da altre cellule che si trovano nel sito della risposta. Recenti studi parlano di cellule dendritiche specializzate nel promuovere uno specifico differenziamento tramite produzione in grandi quantità delle citochine che servono. I linfociti T differenziati poi producono le citochine che li caratterizzano favorendo la propria popolazione e inibendo le altre. Questo differenziamento fa parte della specializzazione dell'immunità adattativa dal momento che sottotipi diversi possiedono funzioni effettrici ben diverse.

## TH1
Il ruolo dei linfociti TH1 è principalmente la risposta a microbi intracellulari tramite l'attivazione di macrofagi.

### Differenziamento e citochine rappresentative
I linfociti TH1 si formano grazie a IL-12 e all'interferone γ (IFN-γ) prodotti in risposta a microbi da parte di cellule dendritiche, macrofagi e linfociti NK. I batteri intracellulari (come Listeria o micobatteri) e alcuni parassiti causano una risposta innata che produce IL-12, IL-18 e IFN di tipo I, tutti potenzialmente in grado di attivare i TH1, mentre IFN-γ viene prodotto dai linfociti NK. In realtà IL-18 e IFN di tipo I sinergizzano con IL-12 garantendo una specificità anche nelle risposte virali. IFN-γ aumenta la polarizzazione verso TH1 e inibisce quella verso TH2 e TH17. Il differenziamento viene indotto dall'IFN-γ tramite l'attivazione del fattore trascrizionale STAT1 che attiva T-bet che a sua volta attiva la produzione di IFN-γ stesso. L'IL-12, invece, stimola STAT4 che stimola la produzione delle citochine. Vengono inoltre prodotti TNF e IL-10 che inibisce le cellule dendritiche e i linfociti TH1 fungendo da feedback negativo.

### Funzioni
La principale funzione dei linfociti TH1 è quella di attivare i macrofagi per l'uccisione dei microbi. È fondamentale chiarire che i linfociti svolgono solo un ruolo di attivatori e non partecipano attivamente alla distruzione dei patogeni, compito invece assegnato ai macrofagi. I macrofagi sono delle APC, quindi in grado di fagocitare antigeni, processarli ed esporli su molecole MHC di classe II che vengono poi riconosciuti dai linfociti T CD4. Per quanto riguarda i microbi intracellulari, entrano in gioco i linfociti TH1 che in risposta alla stimolazione dell'antigene esprimono sulla membrana CD40L e producono IFN-γ. Questi due prodotti sinergizzano stimolando fortemente l'attivazione classica dei macrofagi.

## TH2
Il ruolo dei linfociti TH2 è principalmente la risposta ad elminti tramite l'attivazione di mastociti ed eosinofili.

### Differenziamento e citochine rappresentative
I linfociti TH2 si formano in risposta ad elminti ed allergeni che stimolano nel contempo la produzione di interleuchina-4. A differenza dei TH1 che per formarsi hanno bisogno di risposte innate o infiammazioni (IL-12, IL-18, IFN di tipo I e IFN-γ si formano tutti come conseguenza di stimoli da parte di microbi che causano attivazione di macrofagi e linfociti NK con conseguente infiammazione) questi linfociti si formano in assenza di tutto questo, ma a seguito di stimolazioni ripetute e persistenti. IL-4 è prodotta da mastociti, basofili o eosinofili in seguito a contatto con l'elminta oppure a basse concentrazioni dagli stessi linfociti TH2 che, in caso di persistenza dell'antigene e della mancata infiammazione, aumenterà la sua produzione auto-stimolandosi. La produzione di IL-4, insieme a quella di IL-5 e IL-13 è incrementata dal fattore di trascrizione GATA-3 a sua volta attivato da STAT6 precedentemente stimolato dalla stessa IL-4. GATA-3 blocca anche la produzione di IL-12 bloccando la polarizzazione verso TH1. I linfociti TH2 producono tre tipi di citochine: IL-4, IL-5 e IL-13.
- IL-4: presenta 4 domini ad α-elica e viene prodotta da mastociti, basofili e dagli stessi TH2 tramite STAT6. È coinvolta nell'inibizione degli scambi tra le sottoclassi IgG, mentre promuove lo scambio a IgE, sopprime l'attivazione classica dei macrofagi a favore di quella alternativa, stimola la peristalsi intestinale, induce il reclutamento di leucociti (specialmente eosinofili) e lo sviluppo dei TH2.
- IL-5: è composta da un omodimero contenente 4 domini ad α-elica. Viene prodotta dai TH2 e dai mastociti e induce l'attivazione degli eosinofili e le risposte infiammatore ad essi correlati rendendoli capaci di legare le IgE opsonizzanti microbi.
- IL-13: è formata da 4 α-eliche ed è prodotta da basofili, eosinofili e cellule NKT. Non è coinvolta nella polarizzazione dei TH2, ma solo nella sua funzione. Stimola l'attivazione alternativa dei macrofagi, la peristalsi intestinale, la produzione di muco dell'intestino e nelle vie respiratorie, induce il reclutamento di leucociti. È principalmente correlata all'insorgenza di malattie su base allergica.

Nel particolare i recettori per le IL-4 e IL-13 condividono la catena IL-4Rα che dimerizza con γc nel recettore per IL-4 e IL-13Rα1 per IL-13. I recettori per IL-13 sono espressi su una vasta gamma di cellule. IL-5 presenta un recettore formato da una catena α e una catena βc.

### Funzioni
A causa della grandezza degli elminti (troppo grandi per essere fagocitati) la risposta immunitaria classica contro di essi risulta inutile. Il differenziamento in TH2 permette di rispondere con efficienza. IL-4 e IL-13 stimolano la produzione di IgE specifiche e la loro azione opsonizzatrice che verranno riconosciute dagli eosinofili attivati da IL-5 o da mastociti attivati responsabili anche di infiammazioni e reazioni allergiche.
Infine, IL-4 e IL-13 sono responsabili dell'attivazione alternativa dei macrofagi che, in contrapposizione con la distruzione di quella classica, produce la formazione di nuovo tessuto fibroso, secernendo fattori di crescita e creando nuovi vasi sanguigni.

## TH17
Il ruolo dei linfociti TH17 è principalmente la risposta a funghi e batteri (soprattutto nel tratto gastrointestinale) richiamando i leucociti in sede di infezione.

### Differenziamento e citochine rappresentative
I linfociti TH17 si formano grazie a IL-6, IL-1 e IL-23 prodotte in seguito alla stimolazione di funghi e batteri. È invece fortemente inibito da IFN-γ e IL-4, quindi la sua presenza è soppressa in caso di dosi massicce di TH1 e TH2. Per questo motivo anche l'azione indiretta di TGF-β stimola la differenziazione in TH17 dal momento che è un potente inibitore delle altre due sottopopolazioni. IL-23 sembra più importante per la proliferazione e il mantenimento di questa popolazione. IL-6 e IL-1 stimolano il fattore di trascrizione STAT3 che a sua volta aumenta l'espressione di queste citochine.
I linfociti TH17 producono diverse interleuchine:
- IL-17: non mostra molta omologia con le altre citochine, stimola il reclutamento di neutrofili in sede d'infezione e la loro produzione. Stimola anche la produzione di sostanze antimicrobiche.
- IL-21: è prodotta dai linfociti T attivati e dalle cellule NK. È necessaria per la generazione dei linfociti T helper follicolari e per la stimolazione dei linfociti B nei centri germinali.
- IL-22: ha la duplice ed opposta funzione dei proinfiammatore e mantenitore dell'integrità epiteliale promuovendo funzioni di barriera.

### Funzioni
Sebbene ancora poco conosciute, le funzioni dei TH17 sembrano quelle di richiamo dei granulociti neutrofili in sede d'infezione per la risposta contro batteri e funghi.

## Linfociti T helper follicolari
I linfociti T follicolari sono una particolare tipologia di linfociti T helper che una volta attivati esprimono una particolare chemochina, CXCR5, che li guida verso i follicoli dove entrano a far parte dell'attivazione dei linfociti B nella risposta immunitaria umorale. Il legame con i linfociti T follicolari è indispensabile per i B nello scambio di classe (o switch di classe) e nel differenziamento in plasmacellule. Producono IL-21 e IL-4 (ma in misura minore ai TH2) necessaria per lo scambio di classe.